# Amphicoma rothschildi
Amphicoma rothschildi es una especie de coleóptero de la familia Glaphyridae.

## Distribución geográfica
Habita en Jiangxi y Tonkin.